# Wiglaf
Pour le roi de Mercie, voir Wiglaf de Mercie.

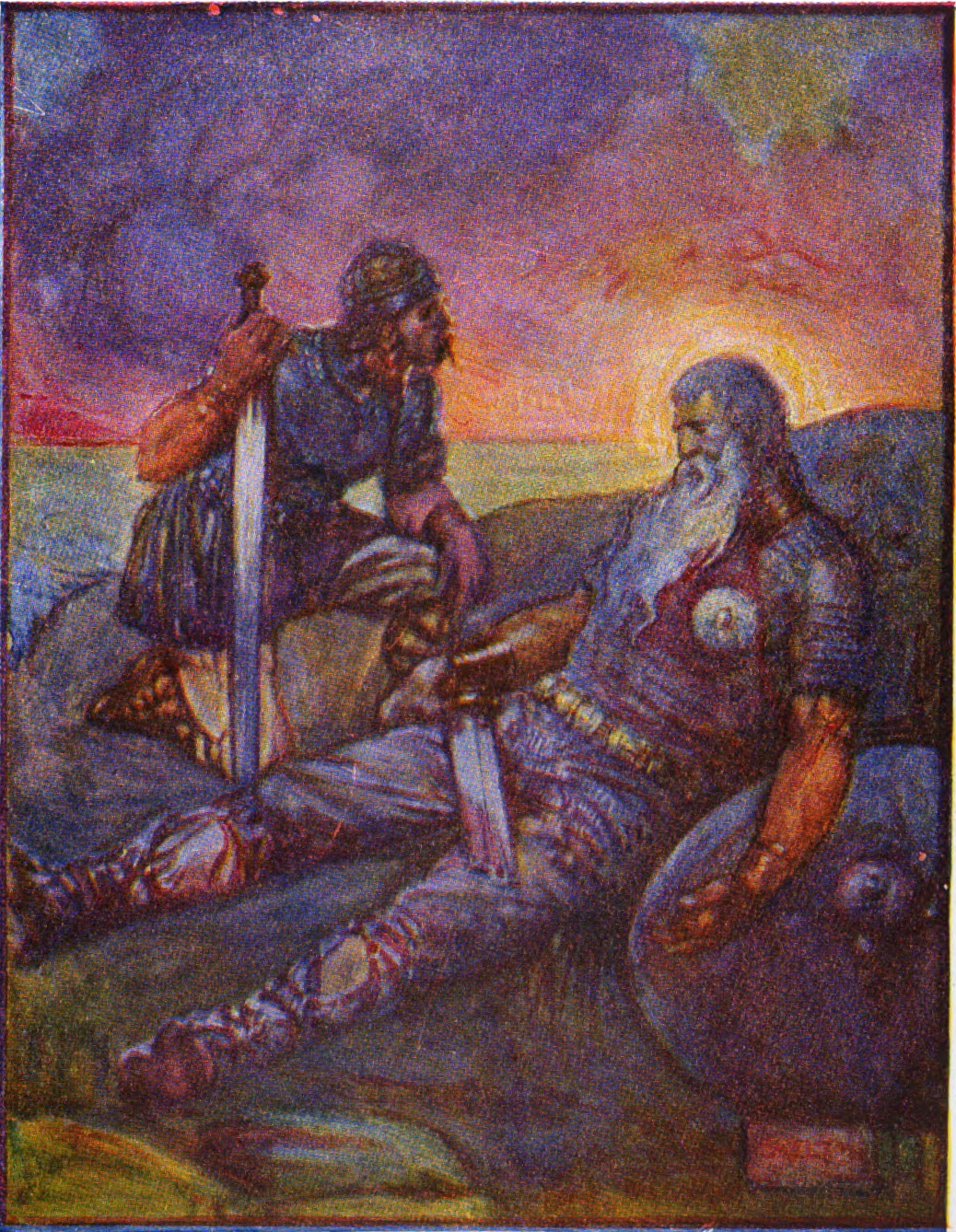
Wiglaf parlant à Beowulf après la bataille contre le dragon où il se fait mortellement blessé.

Wiglaf est un personnage du poème anglo-saxon Beowulf.
Fils de Weohstan du clan des Wægmundings, Wiglaf fait partie des douze thanes qui accompagnent le roi des Geats Beowulf dans son dernier combat contre le dragon. Alors que ses onze camarades s'enfuient, il est le seul à surmonter sa peur et joue un rôle crucial dans la mort du dragon. Mortellement blessé, Beowulf choisit Wiglaf pour lui succéder à la tête des Geats.

## Adaptations
Wiglaf est interprété par Brendan Gleeson dans le film La Légende de Beowulf (2007). Le personnage y joue un rôle plus important que dans le poème original.